# Christina Thorholm
Christina Thorholm, née le 11 août 1964 à Copenhague (Danemark), est une femme politique danoise, membre de Radikale Venstre et députée au Folketing de 2021 à 2022.

## Biographie
Christina Thorholm suit des études à l'école de commerce de Copenhague, où elle obtient une maîtrise en commerce extérieur, puis une maîtrise en gestion.
Engagée au sein du parti Radikale Venstre, elle devient conseillère municipale de Hillerød lors des élections locales de novembre 2009.
Elle est candidate aux élections législatives de juin 2019 mais ne remporte pas de siège, devenant la première suppléante de son parti dans la circonscription du Seeland du Nord. À ce titre, elle devient députée au Folketing en août 2021, succédant au député Kristian Hegaard après sa démission. Elle devient alors la porte-parole de son groupe parlementaire pour les questions d'affaires sociales, de famille, de personnes âgées et d'affaires municipales.
Elle est candidate à un nouveau mandat lors des élections législatives de novembre 2022, mais échoue à être réélue, alors que son parti perd plus de la moitié de ses sièges.